# أورشو
كانت أورشو (بالإنجليزية: Urshu)‏ (أو وارشوا (بالإنجليزية: Warsuwa)‏ أو أورشوم (بالإنجليزية: Urshum)‏) دولة مدينة حورية-أمورية في جنوب تركيا، وكانت تقع على الأرجح في الضفة الغربية لنهر الفرات وشمال كركميش.

## تاريخ
كانت أورشو مدينة تجارية يحكمها حاكم (إين). كانت حليفًا لمدينة إبلا وتظهر في نصوص إبلا باسم «أورشا'أوم» (بالإنجليزية: Ursa'um)‏. ذُكِرت لاحقا في نقوش كوديا (حوالي 2144-2124 قبل الميلاد حسب تسلسل زمني قصير) باعتبارها المدينة التي يُؤخذ منها مادة الصمغ الخشبية. هناك رسالة آشورية قديمة تعود إلى القرن التاسع عشر قبل الميلاد تذكر معبدًا للإله آشور في أورشو.
في بداية القرن الثامن عشر قبل الميلاد، تحالف أورشو مع مملكة يمحاض ضد الملك يهدون-ليم من مملكة ماري. كما توترت العلاقات مع آشور واستدعى ياباه-أداد وعبيرو رجال أورشو لمهاجمة أراضي الملك شمشي-أداد الأول من آشور. تذكر نصوص ماري صراعًا بين أورشو و كركميش: هاجمت قبائل أوروبا-بينز ورا-بينز أورشو عبر أرض كركميش مما تسبب في مهاجمة أورشو لوحدة من القوات والمدنيين التابعين لكركميش الذين تقدموا على طول الضفة من نهر الفرات.
أصبحت أورشو لاحقا منافسًا اقتصاديًا ليمحاض ودخلت في تحالف مع قطنا وشمشي-أداد الأول لمهاجمة سومو-إبو ملك يمحاض (حوالي 1810-1780 قبل الميلاد). أدى موت شمشي-أداد وصعود ياريم-ليم الأول من يمحاض إلى إنهاء هذا التنافس حيث أصبحت يمحاض إلى مملكة عظمى وفرضت سلطتها المباشرة على شمال وغرب وشرق سوريا، ما وضع أورشو تحت دائرة نفوذها دون ضمها. تذكر ألواح ماري بعض ملوك أورشو الذين يعودون إلى هذا العصر، بما في ذلك الملك شينام (بالإنجليزية: Shennam)‏ والملك أترو-سيبتي (بالإنجليزية: Atru-Sipti)‏، الذي زار مملكة ماري في العام الثاني عشر لحكم ملكها زيمري ليم.

### الإحتلال الحيثي
هاجم الملك الحيثي خاتوشيلي الأول أورشو في السنة الثانية من حكمه، وحاصر المدينة لمدة ستة أشهر. كان للملك الحيثي 80 عربة وأجرى عملياته من مدينة لوازنتيا (الواقعة في مدينة البستان الحديثة ) في سفوح جبال طوروس في شرق قيليقية.
على الرغم من تلقي المساعدة من يمعاض وكركميش، تم حرق وتدمير أورشو؛ ونُهبت أراضيها وأخذت الغنائم إلى العاصمة الحيثية خاتوشا.
تاريخ أورشو بعد الإحتلال الحيثي غامض. في القرن الخامس عشر قبل الميلاد، ظهرت في ألواح ألالاخ ك«أوريس» (بالإنجليزية: Uris)‏ أو «أوريسي» (بالإنجليزية: Uressi)‏، وقد ورد ذكرها ك«أوراسا» (بالإنجليزية: Urussa)‏ في المعاهدة بين الملك الحيثي تودخاليا الثاني و الملك شوناشورا الثاني من كيزواتنا كجزء من أراضي كيزواتنا. أصبحت المدينة مرة أخرى جزءًا من الإمبراطورية الحيثية وتم ذكرها آخر مرة في السجلات التي تعود إلى الفترات الأخيرة لتلك الإمبراطورية.